# Mangoré, por amor al arte
Mangoré, por amor al arte es una película paraguaya  producida por Leo Rubin y dirigida por Luis R. Vera. Esta película es  una coproducción paraguayo -  argentina.
La cinta está inspirada en la vida del guitarrista paraguayo Agustín Barrios y propone una mirada rápida, creativa a través de la vida y viajes del artista Mangoré.
La película contó con un presupuesto de 1.300.000 de dólares americanos, y es la más costosa del cine paraguayo. 
Cuenta con un elenco internacional, y está protagonizada por el actor mexicano Damián Alcázar, la actriz brasileña Aparecida Petrowky, el actor argentino Fabián Gianola y el español Iñaki Moreno, además de las actuaciones de los paraguayos Joaquín Serrano, Celso Franco, Lali González, Silvio Rodas, Juan Carlos Cañete, Natalia Cociuffo, José Gentile, entre otros más.

## Sinopsis
La película presenta un relato sobre la vida de Agustín Barrios Mangoré, tomando su personaje y los aspectos poéticos, sin seguir un orden cronológico ni espacial, abarcando desde su infancia hasta sus últimos días, viajando por los territorios de Latinoamérica y el Caribe en las primeras décadas del siglo XX.
Se trata de un viaje al fondo del alma de un personaje bohemio y aventurero, quién creó una verdadera leyenda, como modo de pretexto para intentar descifrar uno de los misterios de la vida: el de la creación.
En el filme, el conflicto dramático y que da movimiento al misterio de la creación es la fantasía del enfrentamiento entre Barrios y Mangoré, entre el hombre y el héroe, entre el cotidiano y el mito, entre lo real y el imaginario, entre el ciudadano y el artista.
Su hermano Francisco Martín, protector, poeta y mánager; Gloria Silva, mulata brasilera, bailarina, se une a Barrios para consagrarse a su talento, comparte el éxito y las penurias; una conflictiva relación con su más grande contemporáneo y quien infructuosamente intentó desconocerlo, el concertista español Andrés Segovia.

## Reparto
| Actor              | Papel                                         |
| ------------------ | --------------------------------------------- |
| Damián Alcázar     | Agustín Barrios Mangoré (adulto)              |
| Celso Franco       | Agustín Barrios Mangoré (joven)               |
| Aparecida Petrowky | Gloria Silva (brasileña, amada de Mangoré)    |
| Lali González      | Isabel Villalba (primer amor de Mangoré)      |
| Joaquín Serrano    | Francisco Martín Barrios (hermano de Mangoré) |
| Fabián Gianola     | Florencio Parravicini (mecenas de Mangoré)    |
| Iñaki Moreno       | Andrés Segovia (guitarrista)                  |

En la producción también actúan Ever Enciso, Silvio Rodas, Gustavo Ilutovich, Jesús Perez, Juan Carlos Cañete, Marisa Monutti, Natalia Cociuffo, José Gentile, Aleck Montanía, Rayam Mussi, Fiorella Migliore, Nadia "La Kachorra" Portillo, Carmen Briano, Tana Schémbori, José Ayala, Jorge Ratti, Raúl Melamed, Carlos Piñánez, entre otros.
Más de 1000 extras son parte de la producción paraguaya.

## Rodaje
El rodaje cuenta con locaciones en Asunción como la Estación Central de Ferrocarril, así como en las ciudades paraguayas de Aregua,  San Bernardino e Ypacarai. También se rodaron escenas en la ciudad de Buenos Aires, Argentina. 
El rodaje se realizó entre los años 2013 y 2014.

## Ficha técnica
Está dirigida y guionada por Luis R. Vera, con la producción de Leo Rubín para Metatron Films.